# Leptophion illustrious
Leptophion illustrious là một loài tò vò trong họ Ichneumonidae.